# Klemen Torkar
Klemen Torkar, slovenski tenorist, *27. november 1983, Kranj
Tenorist Klemen Torkar je študij petja začel pri baritonistu Jakobu Jeraši v Glasbeni šoli Tržič.
Na Konservatoriju za glasbo in balet v Ljubljani se je izobraževal pri profesorju Marjanu Trčku.
Na Akademiji za glasbo v Ljubljani je dodiplomski študij zaključil pri prof. Matjažu Robavsu, podiplomskega pa pri prof. Piji Brodnik in s tem postal magister akademski glasbenik pevec z diplomo summa cum laude.
Med študijem je za nastop v vlogi Orfeja v istoimenski Monteverdijevi operi, pod vodstvom Egona Mihajloviča prejel Prešernovo nagrado Akademije za glasbo v Ljubljani.
Po študiju klasičnega solopetja kot tenorist solist sodeluje s Slovenskim komornim glasbenim gledališčem, SNG Opera in balet Ljubljana in Maribor ter s Kulturnim centrom Janeza Trdine. Nastopa tudi z različnimi simfoničnimi in pihalnimi orkestri po Sloveniji ter veliko koncertira s citrarsko skupino Kulturnega društva Ihan, pod vodstvom priznanega citrarja Petra Napreta. 
Kot pevski pedagog deluje v zasebni glasbeni šoli Muzičarna, s sedežem v Gorjah pri Bledu, ki jo je ustanovil leta 2014. Je tudi avtor treh opernih pravljic za otroke (Sneguljčica/2014, Rdeča kapica/2016 ter Janko in Metka/2018), za katere je izbral glasbo ter spisal libreto in scenarij. 
Prevedel in priredil je tudi libreto za operi v produkciji Slovenskega komornega glasbenega gledališča; M. Nyman: Mož, ki je imel ženo za klobuk ter B. Martinu: Ženitev.

## Glasbeni festivali

### Prvi glas Gorenjske
- 2000: 2. nagrada občinstva, 3. nagrada strokovne žirije[2][1]

## Operne vloge in koncertni nastopi
2008:
R. Gobec: Planinska roža; Miran Svetlin (Gledališče Toneta Čufarja Jesenice)
2010:
C. Monteverdi: Vespro della beata Virgine; solo tenor (Akademija z glasbo v Ljubljani)
2011:
C. Orf: Carmina burana; solo tenor (Akademija za glasbo v Ljubljani)
W. A. Mozart: Bastien in Bastiena; Bastien (Slovensko komrono glasbeno gledališče, Cankarjev dom)
2012:
C. Monteverdi: L'Orfeo; Orfej (Akademija z glasbo v Ljubljani)
Ch. W. Gluck: Ogoljufani sodnik (Betrogene Kadi); Sodnik (Slovensko komorno glasbeno gledališče, Cankarjev dom)
2013:
C. Cui: Rdeča kapica; Volk (Slovensko komorno glasbeno gledališče, Cankarjev dom)
N. Piccini: La Cecchina; Markiz di Conchiglia (Akademija za glasbo v Ljubljani, Slovensko komorno glasbeno gledališče)
2014:
W. A. Mozart: Čarobna piščal; Orožnik (SNG Opera in balet Maribor)
C. Cui: Obuti maček; Obuti maček (SNG opera in balet Maribor)
2015:
P. Šavli: Pastir; Pastir (SNG Opera in balet Ljubljana)
T. Svete: Junak našega časa; Junak (Slovensko komorno glasbeno gledališče)
J. Staruss: Netopir; Alfred, Orlovski (KTa Figaro)
G. B. Pergolesi/N. Milčinski: La serva padrona/Režijska vaja za opero Gospodovalna služkinja; Uberto (Slovensko komorno glasbeno gledališče)
2016:
C. Monteverdi: Kronanje Poppeje; Arnalta (SNG Opera in balet Maribor)
G. Donizetti: Don Pasquale; Ernesto (KTA Figaro)
T. Kobe: Pod svobodnim soncem; Azbad (Kulturni center Janeza Tredine Novo mesto)
R. Rodgers: Moje pesmi, moje sanje; Frantz (NAGP)
2017:
T. Svete: Ada; Valdimir (Slovensko komorno glasbeno gledališče, SNG opera in balet Ljubljana)
A. Makovac: Deseti brat; Deseti brat/Martinek Spak (Kulturni center Janeza Trdine Novo mesto)
T. Kobe: Lenora; Mati (Novo mesto)
2018:
R. Gobec: Hmeljska princesa; Salobir (ZKŠT Žalec)
J. Offenbach: Hoffmanove pripovedke; Franz (SNG opera in balet Ljubljana)
M. Nyaman: Mož, ki je imel ženo za klobuk; Dr. S (Slovensko komorno glasbeno gledališče, SNG opera in balet Ljubljana)
B. Smetana: Prodana nevesta; Vašek (SNG Opera in balet Ljubljana)
2019:
W. A. Mozart: Requiem; solo tenor (SKGG, NAGP)
R. Rodgers: Koncert pesmi in duetov iz njegovih muzikalov (KD Mlin Radomlje)
B. Martinu: Ženitev; Kočkarjev (Slovensko komorno glasbeno gledališče)
M. King: Snežna kraljica; Pripovedovalec (Slovensko komorno glasbeno gledališče, Cankarjev dom)